# Ján Mucha
Ján Mucha (født 5. december 1982 i Belá nad Cirochou, Tjekkoslovakiet) er en slovakisk fodboldspiller, der spiller som målmand hos Nieciecza. Han har spillet for klubben siden 2017. Tidligere har han blandt andet spillet for de slovakiske klubber Inter Bratislava og MŠK Žilina, og for polske Legia Warszawa samt for Premier League klubben Everton.

## Landshold
Mucha står (pr. april 2018) noteret for 46 kampe for Slovakiets landshold, som han debuterede for i februar 2008 i et opgør mod Ungarn. Han deltog for sit land ved VM i 2010 i Sydafrika, hvor holdet nåede 1/8-finalen, efter blandt andet at have besejret Italien i gruppespillet.

## Personlige liv
I marts 2013 blev Mucha dømt til 250 timers samfundstjeneste efter at være blevet fanget ved kørsel med suspenderet kørekort.